# Sassinoro
Sassinoro ist eine Gemeinde in Italien in der Region Kampanien in der Provinz Benevento mit 616 Einwohnern (Stand 31. Dezember 2023). Sie ist Bestandteil der Bergkommune Comunità Montana Titerno e Alto Tammaro.

## Geographie

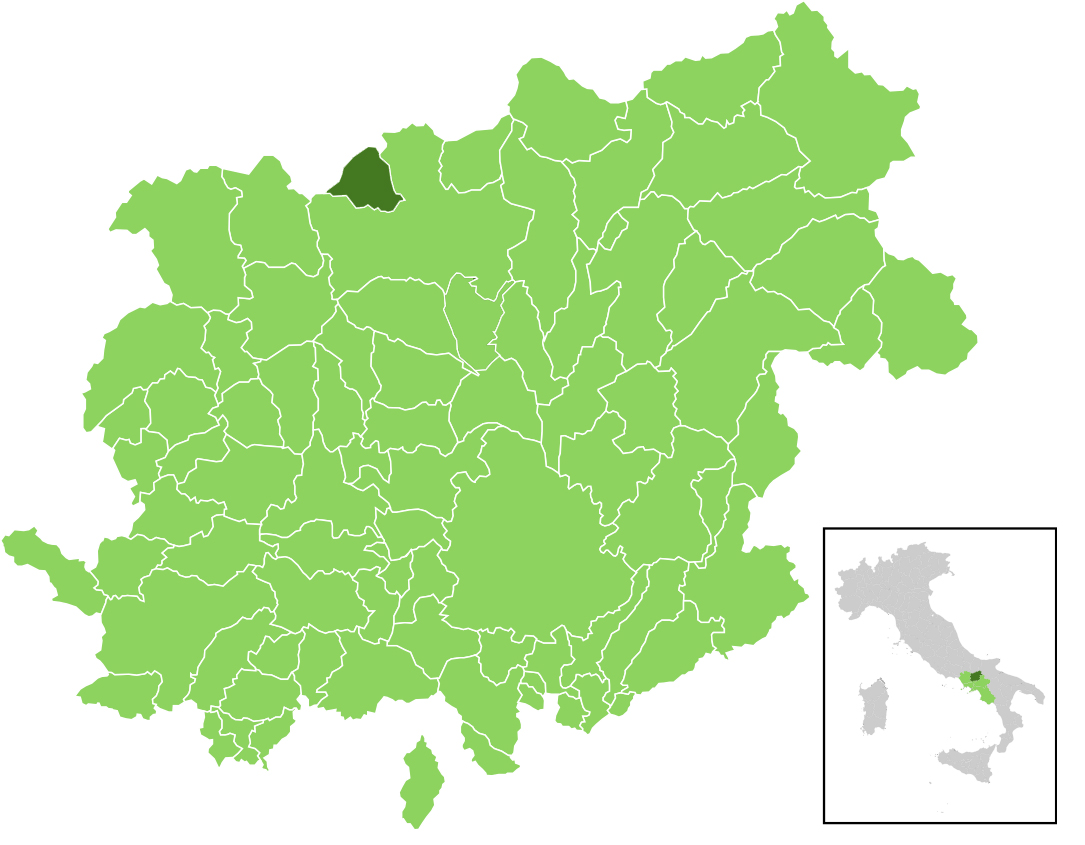
Lage von Sassinoro

Die Gemeinde liegt etwa 45 km nördlich der Provinzhauptstadt Benevento. Die Nachbargemeinden sind  Morcone und Sepino (CB). Die Ortsteile sind Santa Lucia al Monte, Toppo di Cesare, Picucci, Vignadonica, Colle di Prato, Colle Endevite, Castellucci, Velardo, Oliveto, Pezze, Coste Cancello, Sant’Antonio Abate, Salde, Simeoni, Querceto, Pianella, Montagna, Colle Aquara, Pezze, Boschetto und Pianelle Cupa.

## Wirtschaft
Die Gemeinde lebt hauptsächlich von der Landwirtschaft.

## Städtepartnerschaften
- Ossining – USA

## Infrastruktur

### Straße
- Staatsstraße Benevento-Termoli

### Bahn
- Bahnstrecke Benevento–Campobasso

### Flug
- Flughafen Neapel